# Heliophanoides
Heliophanoides är ett släkte av spindlar. Heliophanoides ingår i familjen hoppspindlar.
Kladogram enligt Catalogue of Life:
| Heliophanoides | \| \| Heliophanoides bhutanicus \| \| \| \| \| \| Heliophanoides epigynalis \| \| \| \| \| \| Heliophanoides spermathecalis \| \| \| \| |
|                | \| \| Heliophanoides bhutanicus \| \| \| \| \| \| Heliophanoides epigynalis \| \| \| \| \| \| Heliophanoides spermathecalis \| \| \| \| |
|                | Heliophanoides bhutanicus |
|                | |
|                | Heliophanoides epigynalis |
|                | |
|                | Heliophanoides spermathecalis |
|                | |